# هاري إليوت (لاعب كريكت)
هاري إليوت (11 مارس 1870 في نيوزيلندا - 2 نوفمبر 1941) (بالإنجليزية: Harry Elliott)‏ هو لاعب كريكت نيوزلندي.

## وصلات خارجية
- هاري إليوت على موقع إي آس بي آن كريك إنفو (الإنجليزية)